# Бърз антигенен тест COVID-19
Бързите антигенни тестове COVID-19, често наричани и тестове за страничен поток COVID-19, са бързи антигенни тестове, използвани за откриване на инфекция с SARS-COV-2 (COVID-19).
Те са бързи за прилагане с минимално обучение, предлагат значителни предимства по отношение на разходите, като струват малка част от другите форми на тестване на COVID-19 и дават на потребителите резултат в рамките на 5-30 минути. Въпреки това те имат висок процент на фалшиво отрицателни резултати. Бързите антигенни тестове се използват в няколко държави като част от подходи за масово тестване или скрининг на цялото население. Смята се, че те са ценни за идентифициране на лица, които са безсимптомни и потенциално биха могли да разпространят вируса сред други хора, които иначе не биха знаели, че са заразени. Това се различава от други форми на тестване на COVID-19, като например PCR, които обикновено се считат за полезни тестове за симптоматични лица, тъй като имат по-висока чувствителност и могат по-точно да идентифицират случаите.

## История на развитието на технологията за бързи тестове COVID-19
Бързите тестове за COVID-19 се появяват в резултат на големи инвестиции от противоречивата програма Moonshot на Обединеното кралство - програма на стойност 100 милиарда лири стерлинги за систематична оценка, разработване и прилагане на нови технологии за тестване на COVID-19. Първоначално бързите тестове бяха включени в този систематичен процес на оценка заедно с много други предполагаеми технологии за тестване на COVID-19, като Lamp, Lampore, PCR в точката на обслужване, масспектрометрия и обединяване на проби. Въпреки това, с продължаването на оценките, бързите тестове се превърнаха в най-успешната форма на тестване на COVID-19 в рамките на тази програма, за да допълнят съществуващите PCR тестове.

## Международно ръководство за използване и разработване на технология за бързи тестове COVID-19
Ранната научна обосновка на потенциалната полезност на бързите тестове и глобалната насока за развитие на технологията за бързи тестове бяха подсилени от междинни насоки на СЗО, които отбелязаха потенциалните ползи. В доклада се отбелязва, че бързите тестове са много по-лесни за прилагане и са икономически изгодни. СЗО препоръча използването им при епидемии, за ранно идентифициране на случаите и за наблюдение на тенденциите на заболяването. По-късно, в резултат на бързо нарастващия брой проучвания, тази препоръка беше разширена от Европейската комисия. Европейската комисия препоръча използването на технологията за бързи тестове за скрининг на цялото население, когато делът на положителните тестове е висок или много висок. До януари 2021 г. Европейската комисия се съгласи да засили позицията си, като се застъпи за много по-широко използване на бързите тестове, отбелязвайки, че "ако изследванията докажат, че бързите антигенни тестове могат да се извършват от самия тестванһттрѕ://.... самотестване със или без професионални насоки, също може да се обмисли".

## Първоначални проучвания
Едно от окончателните проучвания за бързите тестове е завършено от Public Health England, Оксфордския университет и Манчестърския университет и е започнато от професор Ричард Боди и д-р Ленард Лий. Проучването Falcon-C19, което стартира в рамките на три дни на 17 септември. Първият пациент беше набран на паркинга на стадион "Етихад" в Манчестър Сити в новия изследователски център за тестване на COVID-19. Проучването бързо се разшири и включи 14 обществени изследователски обекта в Обединеното кралство. Проучването приключи на 23 октомври, след като в него участваха 878 души. Проучването беше едно от най-бързо набиращите се в Обединеното кралство изследователски проучвания на COVID-19 в страната. Проучването предостави категорични доказателства, че устройствата за бърз тест са в състояние да улавят положителни резултати с висока точност. Общо 4 бързи теста, включително Innova и Orientgene, бяха валидирани в това проучване, като бяха използвани проби от тампони от лица със симптоматично и асимптоматично заболяване.
Около публикуването на междинния анализ на това проучване в Обединеното кралство, САЩ потвърдиха, че 100 милиона бързи теста ще бъдат закупени от Abbott и изпратени в цялата страна, за да започнат подобни проучвания в САЩ, които да допълнят проучванията, инициирани от Оксфордския университет.

## Проучвания за оценка в целия свят
На 2 ноември Словакия стана първата страна в света, която започна масово тестване с бързи тестове в цялата страна. Бяха извършени пет милиона бързи теста от 60 000 служители, които използваха антигенния тест SD Biosensor и извършиха мазане на населението. Това накара Европейската комисия да препоръча бързите тестове да се използват като част от скрининга на цялото население. Две научни изследвания, публикувани в началото на 2021 г., едното от професор Мартин Каханек от Централноевропейския университет и неговите съавтори, а другото - от Мартин Павелка от Лондонското училище по хигиена и тропическа медицина и неговия екип, показват, че ефектът от есенната вълна на масовите бързи антигенни тестове в Словакия е помогнал за потискане на пандемията в страната, въпреки че според първото изследване ефектът от масовите тестове върху пандемията е бил временен и е започнал да се разсейва след около две седмици.
Обединеното кралство продължи текущата си програма за разработване на бързи тестове, използвайки бързия тест Innova, с нарастваща спешност, тъй като случаите на COVID-19 се увеличиха в цяла Европа. На 6 ноември министър-председателят Борис Джонсън започна скрининг в целия град Ливърпул като част от ускорената оценка на технологията. Стартираха и пилотни проекти за по-нататъшно разширяване на бързите тестове за много сектори, в които досега не е имало възможност за тестване. Те включваха студенти в университети, които бяха особено засегнати от епидемии. Първоначално това започна в университета в Дърам, който разполагаше с инфраструктурата и експертния опит за управление на програмата за бързи тестове, но беше разширено до повечето университети в Обединеното кралство и даде възможност за осъществяване на национален план за евакуация, за да се приберат студентите безопасно у дома за Коледа. Бързи тестове бяха въведени и в Националната здравна служба за персонала, за да се намали възможното предаване на инфекцията на пациентите, местните власти и домовете за възрастни хора, за да се даде възможност за посещения на обитателите. На 18 ноември в Уелс приключи първото тестване на цял район в Мертир Тайдфил. По това време тестването е въведено и в училища в САЩ за ученици със симптоми и в португалски домове за грижи и училища.
Усилията в световен мащаб за засилване на оценките на бързите тестове бяха инициирани от отдела за извънредни ситуации на Световната здравна организация (СЗО), който на 10 ноември стартира мащабен проект за внедряване на бързи диагностични тестове, подпомогнат от споразумението с фондация "Бил и Мелинда Гейтс", което ограничи разходите за страните с ниски и средни доходи.
Австрия започна масово тестване в цялата страна на 5 декември и поръча седем милиона теста, състоящи се от тестовете SD Biosensor и Siemens Clinitest (известен още като Orientgene).
До средата на декември имаше много проучвания, потвърждаващи ефикасността и успеха на използването на бързи тестове за идентифициране на лица с COVID-19, включително проучвания в Нидерландия, Обединеното кралство и САЩ. Всички тези проучвания позволиха бързите тестове да влязат в стандартните национални стратегии за тестване на COVID-19. Глобалното пилотиране на бързи тестове вече е обичайно явление в училищата в Канада, туристическите центрове в Индонезия и в цяла Индия.

## Загриженост относно употребата
Много лица изразиха загриженост, че точността на бързите тестове не е толкова добра, колкото съществуващата форма на PCR тестване на COVID-19. Данните, публикувани от скрининга в целия град Ливърпул в Обединеното кралство, илюстрираха, че армейските оператори на теста наистина са постигнали резултатите от теста на обучените лабораторни учени, след други пилотни проекти в Индия. Това предизвика незначителни проблеми в научно-психологическата общност, където се обсъждаше дали бързите тестове могат да доведат до фалшива увереност и промяна в поведението. Промяната в мисленето относно използването на бързите тестове обаче беше потвърдена след публикация от САЩ. Професор Майкъл Мина изказа теорията, че бързите тестове все пак биха били полезни, тъй като идентифицират инфекциозните лица, а потенциалните ползи се наблюдават от повтарянето на бързите тестове и получаването на резултата много по-бързо, отколкото при други форми на тестване. Главният клиничен медик на Обединеното кралство д-р Сюзън Хопкинс също отбеляза, че бързите тестове предоставят средство за откриване на "хора, които... не бихме могли да открием по друг начин".
Отбелязвайки възможността за по-бързо идентифициране на случаите и отчитайки последвалата ескалация на случаите в Европа, Европейската комисия се събра на 11 декември и разработи обща европейска рамка за "използване, валидиране и взаимно признаване на бързите тестове", като отпусна 100 милиона евро за закупуване на тестове от Roche и Abbott. Стела Кириакидес, комисар по здравеопазването и безопасността на храните, заяви: "Бързите антигенни тестове ни предлагат бързина, надеждност и бърза реакция при изолиране на случаи на COVID. Това е от решаващо значение за забавяне на разпространението на пандемията."
Други лица изразиха загриженост относно бавното възприемане и внедряване на бързите тестове и потенциалните човешки жертви, които биха могли да възникнат в резултат на това. Една академична група от Канада отбеляза, че половината от смъртните случаи в домовете за възрастни хора в началото на пандемията е можело да бъдат предотвратени с бързи тестове.

## Глобално регулаторно одобрение за използване за тестване на COVID-19
След успеха на многобройните проучвания в целия свят за анализ на бързите тестове от август 2020 г. бързите тестове бяха одобрени от регулаторните органи в целия свят като част от стратегията за използване на тестовете като "нов подход за борба с пандемията". На 16 декември FDA стана първият орган, който одобри бързия тест на Abbott. Последващи одобрения бяха дадени за домашния тест Ellume COVID-19.
Бързите тестове бяха одобрени и от Health Canada, като техният съветник, професор Дейвид Джунктер, отбеляза, че "най-добрите бързи тестове са много точни при откриването на заразени лица", а специалистът по инфекциозни болести Жан Лонгтин отбеляза: "Това ще ни позволи да се движим по-бързо от вируса и да открием контактите на лицето за един или два часа, вместо да чакаме 24 часа".
На 23 декември британският MHRA потвърди одобрението си за бързия тест Innova за самостоятелна употреба. След очевидния световен успех на тази глобална разработка на бързи тестове сър Джон Бел, професор по медицина в Оксфордския университет, заяви: "Бързите тестове бяха основна част от добрата защита срещу коронавируса, защото бяха бързи, евтини и достъпни за многократна употреба".

## Бързите тестове като "връщане към нормалното"
Испания стана първата страна, която използва бързите тестове за улесняване на връщането към нормалното, като бързите тестове бяха широко достъпни в аптеките, а в Барселона се проведе безплатен музикален концерт за хората, които са си направили бърз тест. Подобен подход беше приложен в Албания, за да се даде възможност за провеждане на музикални фестивали. Въпреки това много експерти не бяха сигурни в този подход, като смятаха, че "бързите тестове не са решение за възстановяване на нормалния живот", но могат да се използват в комбинация с други жизненоважни мерки за контрол на превенцията на инфекциите, като например носене на подходящи лични предпазни средства, редовно миене на ръцете и социално дистанциране, за да се позволи на хората да прекарат това жизненоважно време с тези, които обичат, като същевременно им се помогне да останат по-безопасни.

## Нови щамове COVID-19
На 22 декември 2020 г. в Обединеното кралство беше идентифициран нов по-заразен щам на SARS-CoV-2 - VOC-202012/01. Щамът бързо се разпространява в целия свят. При широкото глобално използване на тази форма на тестване на COVID-19 имаше опасения, че този вариант ще направи бързото тестване остаряло. Като част от ускорената технологична оценка на латералния поток в Обединеното кралство, в рамките на 24 часа лабораториите на Public Health England успяха да потвърдят, че бързите тестове, които се разработват в световен мащаб, не са засегнати и могат да идентифицират новия вариант. Това се дължи на факта, че бързите тестове обикновено са насочени към нуклеокапсидния протеин, а не към протеина на шипа. Наскоро обаче бяха идентифицирани някои щамове, които влияят до 1000 пъти върху чувствителността на някои бързи тестове. За щастие честотата на тези нуклеокапсидни мутации (по-специално D399N) все още е сравнително ниска в световен мащаб - ~0,02 %.

## Хуманитарни приложения на бързите тестове
В допълнение към рутинната употреба в общността, бързите тестове бяха използвани и като част от хуманитарните усилия по време на пандемията. След наводнението в Джакарта, Индонезия, на 2 декември, бързите тестове бяха предоставени на разположение в приютите при наводнение. Освен това след затварянето на националните граници в Европа вследствие на извънредната ситуация с новия щам в Обединеното кралство точно преди Коледа близо 6000 шофьори на камиони останаха без храна, което на практика спря коледните доставки на храна. Бързите тестове бяха разположени от френските пожарникари в рамките на 24 часа в Ламанша. Бързите тестове дадоха възможност на камионите да излязат на пътя, да завършат доставките си и да се върнат при семействата си за Коледа, демонстрирайки потенциалната глобална полза от наличието на лесно приложим тест COVID-19. Организацията "Лекари без граници" категорично подкрепи използването на бързи тестове в страните с ниски и средни доходи, като отбеляза, че "тестовете за антиген COVID-19 могат да предоставят бързи и приложими резултати, гарантирайки навременното идентифициране на хората, заразени с вируса, на общностно ниво".

## Америка и бързи тестове
След като първоначално инвестираха значително в разработването на технологии за бързи тестове заедно с Обединеното кралство, по-нататъшната оценка на бързите тестове като част от подходите за масово тестване в САЩ се забави в резултат на безизходицата около облекчението от 900 милиарда долара по COVID-19, съдържащо се в Закона за консолидираните бюджетни кредити за 2020 г., 2021 г. Законопроектът беше критикуван за това, че не отделя специално внимание на инвестициите в бързи тестове като икономически изгодна и ефективна форма на тестване на цялото население. Учени от САЩ, като например професор Майкъл Мина от Харвардския университет, отбелязаха, че тестовете са "много мощно допълнение към всичко останало, което хората вече правят" и че "домашните тестове за COVID-19 могат да намалят процента на инфекциите". Това мнение беше подкрепено от професор Уилям А. Хаселтайн, също от Харвард, в статия в списание "Форбс", в която се предлагаше, че "бързите, самостоятелно прилагани тестове биха могли да спрат постоянно нарастващата вълна от болести и смърт", както и в статия на професор Ани Спароу от Маунт Синай, Ню Йорк, в която се предлагаше, че "евтините масови тестове са жизненоважни за победата над пандемията" с оглед на "извънредната ситуация със силно заразния и бързо разпространяващ се щам B117 в Обединеното кралство и подобен щам от Южна Африка". Въпреки това бързите домашни тестове за COVID-19 бяха публично достъпни за физически лица през януари 2021 г. след по-ранното одобрение на FDA. Тези тестове бяха възстановени от здравното осигуряване в САЩ за хора със симптоми на ковид-19 или такива, които са имали близък контакт със заразен човек или с човек, който проявява симптоми. В статия във в. "Вашингтон пост" се предлага максималната полза от бързите тестове в САЩ да не бъде реализирана, докато "федералното правителство не покрие тестовете за асимптоматични хора, защото предаването на инфекцията от тези хора е толкова голяма част от епидемията", тъй като изследването на тези лица не се покрива от здравното осигуряване. След избирането на нов президент през януари 2021 г. САЩ започнаха отново да инвестират в разработването на технологии за бързи тестове с публикуването на президентски заповеди.

## Глобална пазарна стойност
След широкото разпространение на бързите тестове в целия свят, пазарната стойност на бързите тестове е 15 милиарда долара, но се очаква пазарът да спре от 2024 г. поради ваксинирането на световното население до края на 2023 г. В САЩ пазарът на бързи тестове възлиза на 3,9 млрд. щатски долара с >20% ръст в болници, клиники, Азиатско-тихоокеанския регион, но и като тестове за крайни потребители. Международните пазарни анализатори прогнозират, че производителите на бързи тестове ще се сблъскват с постоянно нарастващи изисквания, тъй като все повече лица и държави започват да използват бързи тестове за идентифициране на лица с по-леки симптоми. Редица коментатори и учени от САЩ изразиха загриженост дали глобалната производствена мрежа е в състояние да отговори на световното търсене и да произведе стотиците милиони тестове, които ще са необходими за честото провеждане на бързи тестове.